# 馬克·克里斯滕森
馬克·托馬斯·克里斯滕森（Mark Thomas Christiansen，1963年10月21日—），是丹麥已退役男子羽球運動員，出生於奧爾堡。
1985年，馬克·克里斯滕森與麥克·傑德森一起獲得世界羽球錦標賽男子雙打銅牌。在一年後的歐洲羽球錦標賽上，兩人得了銅牌。他在荷蘭羽球公開賽、中華台北羽球公開賽、蘇格蘭羽球公開賽和挪威羽球國際賽上也取得了成功。